# Karwan Safari
Karwan Safari, född 30 januari 1992, är en svensk fotbollsspelare som spelar för Syrianska Eskilstuna.

## Karriär

### Tidig karriär
Safari är uppväxt i Hallstahammar, dit han kom med sin familj som ettåring. Som sexåring började Safari spela fotboll i Hallstahammars SK, där han spelade fram tills han var 12 år. Som 12-åring var Safari och provspelade i tyska Bayern München. Som 14-åring spelade han för IF Brommapojkarna.
Som 15-åring skrev Safari på för Kungsör BK. Därefter gick han till Syrianska IF Kerburan, där det blev spel i fyra säsonger.

### Västerås IK
Under säsongen 2011 gick Safari till Västerås IK, där det blev fem matcher i Division 2 2011. Säsongen 2012 spelade han 22 matcher och gjorde två mål.

### Skiljebo SK
Säsongen 2013 gick Safari till Skiljebo SK, där det blev 17 matcher och åtta gjorda mål i Division 2 2013. Säsongen 2014 blev väldigt lyckad för Safari som gjorde 21 mål och 14 assist på 25 matcher. Efter säsongen provspelade han bland annat med allsvenska Halmstads BK, men blev till slut kvar i Skiljebo. Under första halvan av säsongen 2015 spelade Safari 12 matcher och gjorde sex mål för Skiljebo.

### Västerås SK
Den 28 juli 2015 värvades Safari av Västerås SK i en bytesaffär där Jonathan Böckert gick i motsatt riktning. Han debuterade och gjorde sitt första mål den 4 augusti 2015 i en cupmatch mot Upsala IF, som VSK vann efter straffar. Safari gjorde även mål i sin första ligamatch för Västerås SK den 16 augusti 2015 i en 2–1-vinst över Carlstad United. Han gjorde totalt sju mål på 12 ligamatcher för Västerås SK i Division 1 2015. I december 2015 förlängde Safari sitt kontrakt med ett år.
Den 21 maj 2016 gjorde Safari samtliga mål i en 4–0-vinst över Carlstad United. Han gjorde totalt 13 mål på 15 matcher i Division 1 2016. Safari missade dock höstsäsongen på grund av två käkfrakturer han ådrog sig i Svenska cupen-mötet mot IFK Norrköping i augusti 2016. I december 2016 förlängde Safari sitt kontrakt med ett år.
Den 18 september 2017 gjorde Safari ett hattrick i en 5–0-vinst över Sollentuna FF. Totalt gjorde han 17 mål på 25 matcher i Division 1 2017. Safari blev under säsongen delad skytteligavinnare i Division 1 Norra med Timothy McNeil, och blev samtidigt den förste skytteligavinnaren i Västerås SK sedan 2004. I december 2017 förlängde han sitt kontrakt med två år.
Säsongen 2018 spelade Safari 28 ligamatcher och gjorde 11 mål, då VSK blev uppflyttade till Superettan. I sin första Superettan-säsong gjorde han nio mål på 25 ligamatcher. I december 2019 förlängde Safari sitt kontrakt med ett år. Safari lämnade klubben efter säsongen 2020 då han inte fick förlängt kontrakt av Västerås SK.

### Syrianska Eskilstuna
I september 2021 värvades Safari av division 3-klubben Syrianska Eskilstuna.